# Unterseeboot 682
L'Unterseeboot 682 ou U-682 est un sous-marin allemand (U-Boot) de type VIIC utilisé par la Kriegsmarine pendant la Seconde Guerre mondiale.
Le sous-marin fut commandé le 25 août 1941 à Hambourg (Howaldtswerke Hamburg AG), sa quille fut posée le 21 décembre 1942, il fut lancé le 7 mars 1944 et mis en service le 17 avril 1944, sous le commandement du Leutnant zur See Sven Thienemann.
L'U-682 n'effectua aucune patrouille, par conséquent il n'endommagea ou ne coula aucun navire.
Il fut coulé lors d'un raid aérien américain au chantier naval Howaldtswerke à Hambourg, en mars 1945.

## Conception
De conception Unterseeboot type VII, l'U-682 avait un déplacement de 769 tonnes en surface et 871 tonnes en plongée. Il avait une longueur totale de 67,10 m, un maître-bau de 6,20 m, une hauteur de 9,60 m et un tirant d'eau de 4,74 m. Le sous-marin était propulsé par deux hélices de 1,23 m, deux moteurs diesel Germaniawerft M6V 40/46 de 6 cylindres en ligne de 1 400 cv à 470 tr/min, produisant un total de 2 060 à 2 350 kW en surface et de deux moteurs électriques Siemens-Schuckert GU 343/38-8 de 375 cv à 295 tr/min, produisant un total 550 kW, en plongée. Le sous-marin avait une vitesse en surface de 17,7 nœuds (32,8 km/h) et une vitesse de 7,6 nœuds (14,1 km/h) en plongée. Immergé, il avait un rayon d'action de 80 milles marins (150 km) à 4 nœuds (7,4 km/h; 4,6 milles par heure) et pouvait atteindre une profondeur de 230 m. En surface son rayon d'action était de 8 500 milles nautiques (soit 15 700 km) à 10 nœuds (19 km/h). 
L'U-682 était équipé de cinq tubes lance-torpilles de 53,3 cm (quatre montés à l'avant et un à l'arrière) qui contenait quatorze torpilles. Il était équipé d'un canon de 8,8 cm SK C/35 (220 coups) et d'un canon antiaérien de 20 mm Flak. Il pouvait transporter 26 mines TMA ou 39 mines TMB. Son équipage comprenait 4 officiers et 40 à 56 sous-mariniers.

## Historique
Il reçut sa formation de base au sein de la 31. Unterseebootsflottille jusqu'au 30 novembre 1944, il intégra sa formation de combat dans la 11. Unterseebootsflottille et retourna dans la 31. Unterseebootsflottille comme navire de formation des équipages.
Aux première heures du 28 décembre 1944, l'U-682 a été gravement endommagé au cours d'un raid aérien sur le port norvégien de Horten.
L'U-682 fut détruit lorsqu'il était à quai, en réparation au chantier naval Howaldtswerke à Hambourg, à la position 53° 32′ N, 9° 57′ E, par des bombes pendant un raid aérien américain de la 8e AF.
Son épave fut renflouée en juillet / août 1945, transportée à Blankenese et démolie.

## Capteurs

### Appareils d'écoute sous-marin

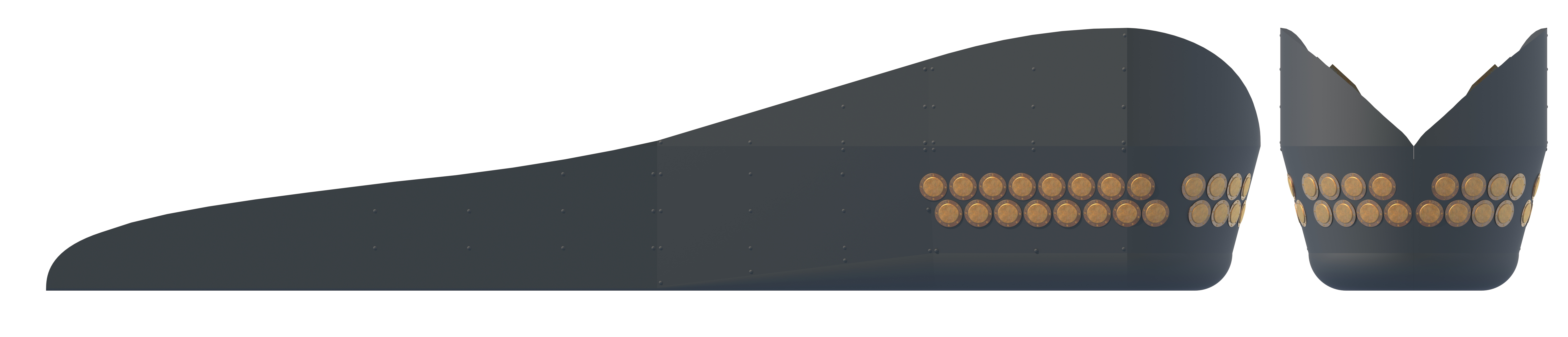
Vue d'unBalcongerät équipé sur le type VIIC.

L'U-682 était l'un des dix U-boot type VII à être équipé d'un Balkongerät (littéralement Appareil de balcon ou d'équipement). Le Balkongerät a été utilisé sur les sous-marins U-788, U-799, U-997, U-1021, U-1105, U-1172, U-1306, U-1307 et U-1308.
Ce système contenant 48 récepteurs sonores et se trouvant à l'avant de sa quille était équipé sur tous les Type XXI et Type XXIII et également sur plusieurs Type IX et Type X. Le Balkongerät était une version améliorée du Gruppenhorchgerät (en) (GES). Le GES avait 24 hydrophones et le Balkongerät le double, ce qui permettait aux commandants de pister les bâtiments de surface.
Le principe des hydrophones était assez simple. Il se composait de deux paires de microphones sous-marins qui écoutaient le son des bruits d'hélice des navires. En mesurant le temps nécessaire pour que le son arrive à chacun des microphones, le dispositif pourrait trianguler le support du navire depuis le U-boot. L'homme-radio pouvait également déterminer si c'était un navire marchand ou un navire de guerre, en fonction ni de sa portée ni de sa direction, mais de la vitesse à laquelle il se déplaçait.
Avec une vitesse se propageant plus de quatre fois plus vite dans l'eau que dans l'air, les hydrophones pouvaient capter des signaux de convois voyageant à plus de 100 kilomètres de distance. 
Pour une efficacité maximale, l'U-boot devait faire surface et arrêter tous ses moteurs pendant quelques minutes lors des écoutes des hydrophones, avec un avantage supplémentaire d'être passif.

## Affectations
- 31. Unterseebootsflottille du 17 avril 1944 au 30 novembre 1944 (Période de formation).
- 11. Unterseebootsflottille du 1er décembre 1944 au 1er février 1945 (Unité combattante).
- 31. Unterseebootsflottille du 1er février 1945 au 11 mars 1945 (Période de formation).

## Commandement
- Oberleutnant zur See Sven Thienemann du 17 avril 1944 au 11 mars 1945.